# 宋實穎
宋實穎（1621年—1705年），字既庭，號湘伊，南直隸蘇州府長洲縣人，清朝初年江南文學人物，興化縣儒學教諭。

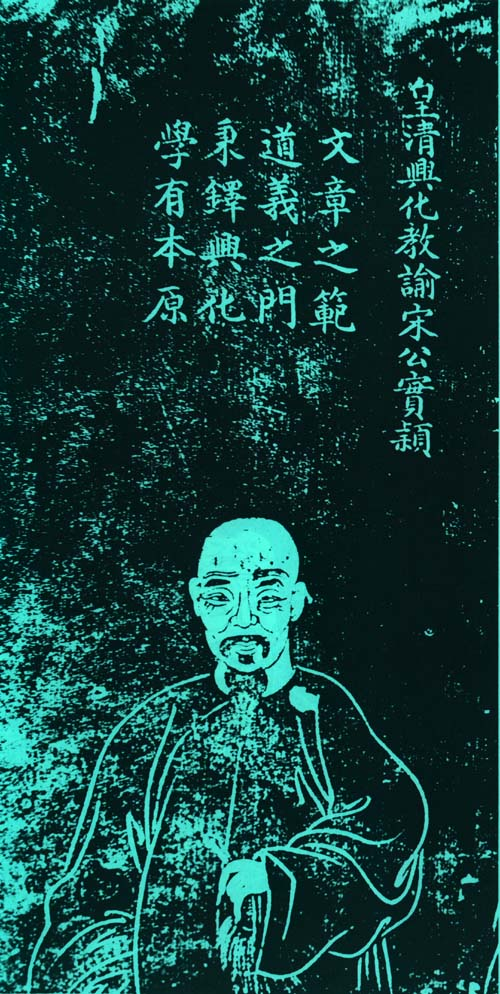
宋实颖，字既庭，号湘尹，江苏长洲（今苏州）人。清代官吏、学者。顺治十七年举人。康熙间举博学鸿儒。官兴化教谕。有《玉磐山房集》。

## 生平
宋實穎為沈萬三女婿宋通家族後裔，少孤家貧，事母孝順。為長洲諸生，受知於徐汧。順治五年（1648年）戊子科江南鄉試副榜，八年（1651年）辛卯科順天鄉試舉人。受江南奏銷案影響取消功名，後於康熙十七年（1678年）恢復舉人身份，十八年（1679年）以博學鴻詞科召試不遇，二十四年（1685年）任興化縣儒學教諭，任職十餘年有聲譽，三十九年（1700年）告老還鄉，四十四年（1705年）卒於家，享年八十五歲。
文學方面，宋實穎與彭瓏、徐乾學等皆為順治初年江南文社“滄浪亭社”（又名“滄浪會”）成員。後因與其他成員產生分歧，滄浪亭社於順治六年（1649年）冬分設為慎交社、同聲社兩社。慎交社聲名在外，其中宋實穎與科舉同榜宋德宜及宋德宏兩兄弟合稱為三宋。順治七年（1650年）嘉興南湖舉辦江南文人十郡大社集會，宋實穎與尤侗等為其中執牛耳者。順治十年（1653年）春，在錢謙益、吳偉業等人倡議下，與同人舉辦慎交社、同聲社兩社虎丘大會。宋實穎著有《春秋拾遺》十二卷、《黜朱梁紀年論》一卷、《老易軒文集》三十卷（四川圖書館有《老易軒文鈔》二十七卷本）、《讀書堂記》及《玉磐山房集》等書。《國朝文匯》收錄宋實穎著《黜朱梁紀年論》、《春秋胡氏考翼序》、《曾庭聞古文序》、《三體驪珠集序》、《徐宮詹傳》、《貞孝先生又華張君墓表》及《宣議郎渭客馬君墓志銘》等七篇文章。